# آیکو (برند)
آیکو (به انگلیسی: iQOO Communication Technology) نام یک شرکت تولید کننده لوازم الکترونیکی مصرفی چینی است که دفتر مرکزی آن در دونگوان، گوانگدونگ قرار دارد. این شرکت در ۳۰ ژانویه ۲۰۱۹ به عنوان یک شرکت تابعه از تولید کننده لوازم الکترونیکی مصرفی ویوو مستقر در همان شهر تأسیس شد. نام تجاری آیکو(IQOO) مخفف عبارت من تلاش میکنم و ادامه میدهم(I Quest On and On) است.